# Nickel Belt
Pour l’article homonyme, voir Nickel Belt (circonscription provinciale).
Circonscription électorale fédérale du Canada
Nickel Belt est une circonscription électorale fédérale en Ontario.

## Circonscription fédérale
La circonscription est située au nord-est de l'Ontario. La partie sud de la circonscription borde la baie Géorgienne. Les entités municipales la formant sont Grand Sudbury, Nipissing Ouest, Rivière des Français et Markstay-Warren.
Les circonscriptions limitrophes sont Algoma—Manitoulin—Kapuskasing, Nipissing—Timiskaming, Parry Sound—Muskoka, Sudbury et Timmins—Baie James.  

### Résultats électoraux
|       | Candidat            | Parti              | # de voix | % des voix |
|       | Aino Laamanen       | Conservateur       | +08 221,  | 16,74 %    |
|       | Marc G. Serré       | Libéral            | +21 021,  | 42,8 %     |
|       | (X) Claude Gravelle | NPD                | +18 556,  | 37,78 %    |
|       | Stuart McCall       | Vert               | +01 217,  | 2,48 %     |
|       | Dave Starbuck       | Marxiste-léniniste | +00098,   | 0,2 %      |
| Total | Total               | Total              | 49 113    | 100 %      |

|       | Candidat                 | Parti              | # de voix | % des voix |
|       | Lynne Reynolds           | Conservateur       | +12 503,  | 27,98 %    |
|       | Joe Cormier              | Libéral            | +06 308,  | 14,12 %    |
|       | (x) Claude Gravelle      | NPD                | +24 566,  | 54,97 %    |
|       | Christine Guillot-Proulx | Vert               | +01 252,  | 2,8 %      |
|       | Steve Rutchinski         | Marxiste-léniniste | +00059,   | 0,13 %     |
| Total | Total                    | Total              | 44 688    | 100 %      |

|       | Candidat          | Parti              | # de voix | % des voix |
|       | Ian McCracken     | Conservateur       | +08 869,  | 21,7 %     |
|       | Louise Portelance | Libéral            | +10 748,  | 26,3 %     |
|       | Claude Gravelle   | NPD                | +19 021,  | 46,54 %    |
|       | Fred Twilley      | Vert               | +02 056,  | 5,03 %     |
|       | Steve Rutchinski  | Marxiste-léniniste | +00066,   | 0,16 %     |
|       | Yves Villeneuve   | Indépendant        | +00112,   | 0,27 %     |
| Total | Total             | Total              | 40 872    | 100 %      |

### Historique
La circonscription de Nickle Belt est créée en 1952 à partir d'Algoma-Est, Algoma—Manitoulin, Nipissing, Parry Sound—Muskoka, Sudbury et Timiskaming—Cochrane.
À la suite du découpage de la carte électorale de 2022, la circonscription est redistribuée dans Sudbury et Sudbury-Est–Manitoulin–Nickel Belt.
| Législature | Années       | Député      | Député             | Parti   |
| --- | ------------ | ----------- | ------------------ | ------- |
| Nickel Belt issue de Algoma-Est, Algoma—Manitoulin, Nipissing, Parry Sound—Muskoka, Sudbury et Timiskaming—Cochrane |              |             |                    |         |
| 22e | 1953–1957    |             | Léoda Gauthier     | Libéral |
| 23e | 1957–1958    |             | Léoda Gauthier     | Libéral |
| 24e | 1958–1962    | Oscar Godin |                    | Libéral |
| 25e | 1962–1963    | Oscar Godin |                    | Libéral |
| 26e | 1963–1965    | Oscar Godin |                    | Libéral |
| 27e | 1965–1968    |             | Norman Fawcett     | NPD     |
| 28e | 1968–1972    |             | Gaetan Serré       | Libéral |
| 29e | 1972–1974    |             | John Rodriguez     | NPD     |
| 30e | 1974–1979    |             | John Rodriguez     | NPD     |
| 31e | 1979–1980    |             | John Rodriguez     | NPD     |
| 32e | 1980–1984    |             | Judy Erola         | Libéral |
| 33e | 1984–1988    |             | John Rodriguez (2) | NPD     |
| 34e | 1988–1993    |             | John Rodriguez (2) | NPD     |
| 35e | 1993–1997    |             | Raymond Bonin      | Libéral |
| 36e | 1997–2000    |             | Raymond Bonin      | Libéral |
| 37e | 2000–2004    |             | Raymond Bonin      | Libéral |
| 38e | 2004–2006    |             | Raymond Bonin      | Libéral |
| 39e | 1993–1997    |             | Raymond Bonin      | Libéral |
| 40e | 2008–2011    |             | Claude Gravelle    | NPD     |
| 41e | 2011–2015    |             | Claude Gravelle    | NPD     |
| 42e | 2015–2019    |             | Marc Serré         | Libéral |
| 43e | 2019–2021    |             | Marc Serré         | Libéral |
| 44e | 2021–Présent |             | Marc Serré         | Libéral |
| dissoute dans Sudbury et Sudbury-Est–Manitoulin–Nickel Belt                                                         |              |             |                    |         |

## Circonscription provinciale
Depuis les élections provinciales ontariennes du 4 octobre 2007, l'ensemble des circonscriptions provinciales et des circonscriptions fédérales sont identiques.
1. ↑  Élections Canada, « Résultats Élection fédérale canadienne de 2021 », sur https://enr.elections.ca/ElectoralDistricts.aspx?lang=f (consulté le 19 février 2022)
2. ↑  Élections Canada, « Résultats Élection fédérale canadienne de 2019 », sur enr.elections.ca (consulté le 3 novembre 2019).
3. ↑  Élections Canada.